# Razelm
Razelm (rumunsky Lacul Razim) je jezero a také pojmenování skupiny jezer na pobřeží Černého moře v Rumunsku jižně od delty Dunaje.
Severní skupinu tvoří sladká jezera Razelm a Golovica, která leží v župě Tulcea. Jižní skupinu tvoří slaná jezera, která leží v župě Constanța. Celková rozloha jezer je 1000 km², z toho je rozloha vlastního jezera Razelm 500 km². Jezero sahá až 35 km hluboko do souše. Jezero je mělké.

## Pobřeží
Od moře jsou jezera oddělena písečnou kosou, která je přerušena průlivem Portica.

## Vlastnosti vody
Voda v jezeře je oslazována vodou z Dunaje, která přitéká po kanálu Dranov z ramene svatého Jiří (Sfântul Gheorghe).

## Fauna
Na jezeře je rozvinuté rybářství (sumci, candáti, kapři, štiky aj.). Je zde také mnoho vodního ptactva.